# Буденхајм
Буденхајм (њем. Budenheim) општина је у њемачкој савезној држави Рајна-Палатинат. Једно је од 66 општинских средишта округа Мајнц-Бинген. Према процјени из 2010. у општини је живјело 8.534 становника. Посједује регионалну шифру (AGS) 7339009.

## Географски и демографски подаци
Буденхајм се налази у савезној држави Рајна-Палатинат у округу Мајнц-Бинген. Општина се налази на надморској висини од 90 метара. Површина општине износи 10,6 km². У самом мјесту је, према процјени из 2010. године, живјело 8.534 становника. Просјечна густина становништва износи 804 становника/km².

## Међународна сарадња
| Мјесто           | Држава    | Врста сарадње | Од    |
| ---------------- | --------- | ------------- | ----- |
| Нидертај         | Аустрија  | пријатељство  | 2007. |
| Изола дела Скала | Италија   | партнерство   | 1991. |
|                  | Француска | партнерство   | 1968. |
| Извор            |           |               |       |